# Saint-florentin
Pour les articles homonymes, voir Saint-Florentin.
Saint-florentin est l'appellation d'origine d'un fromage au lait cru ou pasteurisé de vache , à pâte molle non pressée et non cuite, à croûte lavée, originaire du village de Chailley à côté de Saint-Florentin dans le département de l'Yonne.